# Battaglia di Troia
La battaglia di Troia è stato un evento bellico svoltosi il 18 agosto 1462 nelle campagne del Subappennino dauno, tra Orsara e Troia, nel Regno di Napoli. Lo scontro vide contrapposti gli eserciti di re Ferrante d'Aragona e del pretendente al trono Giovanni d'Angiò-Valois.

## La battaglia
La battaglia, durata 6 ore, si svolse nell'ambito dell'allora giustizierato di Capitanata, e si inserì nella disputa che contrappose gli Angioini e gli Aragonesi per la successione al trono del Regno di Napoli. Determinò la presa della città, roccaforte degli Angioini e dei baroni ribelli, da parte delle truppe napoletane.

## Conseguenze
La vittoria segnò un rafforzamento della monarchia sul baronaggio. Nonostante la sconfitta, Giovanni d'Angiò-Valois continuò a reclamare i suoi diritti fino alla battaglia navale di Ischia del 7 luglio 1465.